# Xã Stokes, Quận Madison, Ohio
Xã Stokes (tiếng Anh: Stokes Township) là một xã thuộc quận Madison, tiểu bang Ohio, Hoa Kỳ. Năm 2010, dân số của xã này là 679 người.